# Sottogonna

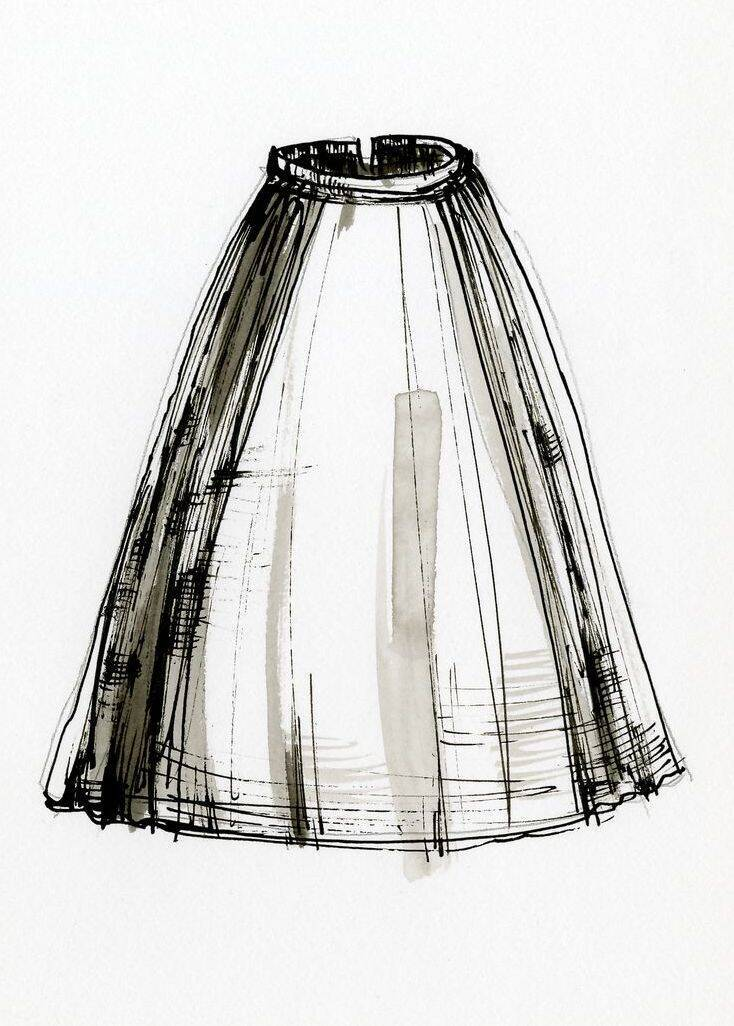
Sottogonna

La sottogonna è un capo di biancheria femminile che, come dice il nome, veniva e in alcuni casi viene ancora portato al di sotto della gonna. Allacciata alla vita e di lunghezza inferiore a quella della gonna assume aspetti differenti nella storia della moda a seconda della finalità che le era richiesta.

## Tipi di sottogonna
- Il verdugo è un'armatura che stava sotto tutti i tessuti pregiati delle dame. Poteva essere di forma conica e a forma di tamburo. Sopra questa veniva messa la crinolina, una sorta di sottoveste che copriva il tutto e su cui venivano messi i pesanti abiti di tessuto pregiatissimo.
- Il guardinfante era costituito da cerchi di metallo di misura crescente o anche ad una struttura in vimini, e fu in uso in Europa nel XVI e XVII secolo. Il periodo in cui fu maggiormente usato, però, fu il XVIII secolo quando le gonne dovevano diventare talmente tanto ampie da poter mettere le mani sui fianchi. La struttura del Rococò era un po' diversa rispetto al guardinfante seicentesco e assunse il nome di panier (poiché ricordava i grandi cesti per il pane).
- La crinolina era la sottogonna realizzata originariamente in tessuto rigido, imbottito di crine (da cui il nome) che dava la forma agli abiti femminili dell'Ottocento. Molto in voga verso la metà del secolo venne sostituita verso il 1860 da Charles Frederick Worth (1825-1895), sarto inglese trapiantato a Parigi, con una gabbia a cerchi metallici e molle d'acciaio, che aumentavano ulteriormente il volume delle gonne.